# Ninja Resurrection
„Ninja Resurrection“ (бълг. Възкресението на нинджата, оригинално:Makai Tenshō: Jigoku-hen) е японско аниме (тип OVA). Базирано е на романа Makai Tenshō на Futaro Yamada.

## Сюжет
Внимание:  Текстът по-долу разкрива сюжета на произведението (или части от него)!
Иторията се върти около Yagyū Jūbei Mitsuyoshi, скитащ самурай из остров Kyūshū. Периода, в който се развива действието е Токогава. През този период много японци християни са били потискани от правителството. Основната идея е клането и издевателството над японците приели християнската вяра. Привлекателния, млад лидер Amakusa Shiro, от бунта Shimabara, се надява да се противопостави на правителствените войски и да ги накара да спрат нападeнията над християните. Той е убит от нинджа и неговия дух се връща като демон. Той е призован с помощта на различни християнски магически сили, за да избие бързо хората. Jubei трябва бързо да спре насилието.

## Спорни въпроси около Ninja Resurrection
В Северна Америка, анимето се появява като продължение на култовото заглавие Ninja Scroll. Факт е, че имената на главните герои са еднакви, но студията правили двете анимета са различни, това е просто рекламен трик от страна на създателите на Ninja Resurrecrion. Трика се оказва сполучлив и заглавието привлича вниманието към себе си.